# Andes (CDP, New York)
Andes ist ein Weiler und ehemaliges Village sowie Census-designated place (CDP) im Delaware County des US-Bundesstaates New York. Zum Zeitpunkt des United States Census 2020 hatte Andes 189 Einwohner. Andes liegt an der Route 28 und ist der einzige signifikante Ort in der Town of Andes.

## Geographie
Der Weiler Andes liegt im nördlichen Teil der Town of Andes bei 42° 11′ N, 74° 47′ W (42,1886976, −74,7857138), in einer Höhe von 487 m. Die State Route 28 führt nordwestwärts in das 19 km entfernte Village of Delhi, dem County Seat des Delaware Countys und nach Südosten in das 18 km entfernte Village of Margaretville.
Nach den Angaben des United States Census Bureau hat Andes eine Fläche von 3,09 km2, alles Land. In dem Dorf befindet sich der Andes Historic District und die Andes Railroad Station, die beide in das National Register of Historic Places eingetragen sind.

## Geschichte
Am 3. Januar 1861 wurde Andes als Village inkorporiert. Bei einem Dorfbrand 1878 wurde der Großteil des Dorfes zerstört.
Bei einer Abstimmung am 3. Juni 2002 beschlossen die Einwohner die Auflösung des Villages mit 81 zu 63 Stimmen. Es wurde deswegen zum 31. Dezember 2003 aufgelöst.

## Demographie
Zum Zeitpunkt des United States Census 2000 bewohnten Andes 289 Personen. Die Bevölkerungsdichte betrug 97,9 Personen pro km2. Es gab 161 Wohneinheiten, durchschnittlich 54,5 pro km2. Die Bevölkerung in Andes bestand zu 96,89 % aus Weißen, 0,69 % Schwarzen oder African American, 0 % Native American, 0,35 % Asian, 0 % Pacific Islander, 1,73 % gaben an, anderen Rassen anzugehören und 0,35 % nannten zwei oder mehr Rassen. 3,11 % der Bevölkerung erklärten, Hispanos oder Latinos jeglicher Rasse zu sein.
Die Bewohner Andess verteilten sich auf 132 Haushalte, von denen in 22,7 % Kinder unter 18 Jahren lebten. 46,2 % der Haushalte stellten Verheiratete, 6,1 % hatten einen weiblichen Haushaltsvorstand ohne Ehemann und 42,4 % bildeten keine Familien. 37,9 % der Haushalte bestanden aus Einzelpersonen und in 21,2 % aller Haushalte lebte jemand im Alter von 65 Jahren oder mehr alleine. Die durchschnittliche Haushaltsgröße betrug 2,19 und die durchschnittliche Familiengröße 2,87 Personen.
Die Bevölkerung verteilte sich auf 18,7 % Minderjährige, 10,7 % 18–24-Jährige, 25,6 % 25–44-Jährige, 22,1 % 45–64-Jährige und 22,8 % im Alter von 65 Jahren oder mehr. Der Median des Alters betrug 42 Jahre. Auf jeweils 100 Frauen entfielen 114,1 Männer. Bei den über 18-Jährigen entfielen auf 100 Frauen 115,6 Männer.
Das mittlere Haushaltseinkommen in Andes betrug 32.857 US-Dollar und das mittlere Familieneinkommen erreichte die Höhe von 47.500 US-Dollar. Das Durchschnittseinkommen der Männer betrug 28.281 US-Dollar, gegenüber 23.333 US-Dollar bei den Frauen. Das Pro-Kopf-Einkommen belief sich auf 22.716 US-Dollar. 7,6 % der Bevölkerung und 6,8 % der Familien hatten ein Einkommen unterhalb der Armutsgrenze, davon waren 3,6 % der Minderjährigen und 2,7 % der Altersgruppe 65 Jahre und mehr betroffen.

## Belege
1. ↑  History of Delaware County, New York. W.W. Munsell & Co., 1880, S. 112 (eingeschränkte Vorschau in der Google-Buchsuche – Nachdruck=12. Jun. 2015).
2. ↑  Andes. In: Geographic Names Information System. United States Geological Survey, United States Department of the Interior, abgerufen am 12. Januar 2013 (englisch).
3. ↑  Andes CDP, New York. United States Census Bureau, abgerufen am 18. Februar 2025 (englisch).
4. ↑  National Register Information System. In: National Register of Historic Places. National Park Service, abgerufen am 13. März 2009 (englisch).
5. ↑  Village of Andes kaput (Memento vom 6. Mai 2010 im Internet Archive). In: The Daily Star (Oneonta, New York). 4. Juni 2002.
6. ↑  Patricia Breakey: Andes residents begin life after end of village (Memento vom 16. Juli 2011 im Internet Archive) In: The Daily Star (Oneonta, New York). 9. Januar 2004.